# Margaretha van Clermont
Margaretha van Clermont (circa 1104 - 1150) was van 1119 tot 1127 gravin van Vlaanderen, van 1118 tot aan haar dood gravin van Amiens en van 1128 tot 1141 gravin van Saint-Pol. Ze behoorde tot het huis Clermont.

## Levensloop
Margaretha was een dochter van graaf Reinoud II van Clermont en gravin Adelheid van Vermandois. Nadat haar ouders in 1118 van koning Lodewijk VI van Frankrijk het graafschap Amiens toegewezen kregen, schonken ze het gebied aan haar. Margaretha bleef gravin van Amiens tot aan haar dood in 1150.
In 1118 huwde ze met Karel de Goede (1084-1127), die in 1119 graaf van Vlaanderen werd. Het huwelijk bleef kinderloos. Na de moord op haar eerste echtgenoot hertrouwde Margaretha in 1128 met graaf Hugo III van Saint-Pol (overleden in 1141). Ze kregen drie kinderen:
- Rudolf (overleden in 1152)
- Gwijde, heer van Beauval
- Beatrix, huwde met Robert van Coucy, heer van Boves

Na de dood van Hugo huwde Margaretha een derde keer, ditmaal met Boudewijn van Encre. Ze kregen een dochter Elisabeth (overleden na 1189), die huwde met heer Wouter III van Heilly.